# Ukraińskie Zjednoczenie Narodowo-Demokratyczne
Ukraińskie Zjednoczenie Narodowo-Demokratyczne (UNDO; ukr. Українське Національно-Демократичне Об'єднання – УНДО) – ukraińska partia polityczna w II RP, istniejąca w latach 1925–1939.
Powstała w wyniku zjednoczenia w 1925 Ukraińskiej Ludowej Partii Pracy (UNTP, zał. 1919 – sprawowała rządy w Zachodnioukraińskiej Republice Ludowej) i Ukraińskiej Partii Pracy Narodowej (UPNR, zał. 1923). Miała charakter centroprawicowy. Była największym legalnie działającym ukraińskim ugrupowaniem politycznym II Rzeczypospolitej. Działała prawie wyłącznie na terenie Małopolski Wschodniej. Poprzez swych członków kierowała działalnością większości ukraińskich instytucji społecznych, kulturalnych i gospodarczych. Jej członkowie kierowali pracami Ukraińskiej Reprezentacji Parlamentarnej (w wyborach 1928 UNDO uzyskała 26 mandatów poselskich i 9 senatorskich; w wyborach roku 1935 i 1938 po 23 mandaty). Celem UNDO była budowa niepodległego, demokratycznego państwa ukraińskiego i walka o wykonywanie konstytucyjnych praw obywatelskich Ukraińców w Polsce.
Do 1931 UNDO zajmowała wrogie stanowisko wobec państwa polskiego. Wobec zmiany dotychczasowej polityki WKP(b) na Ukrainie sowieckiej (kolektywizacja i klęska głodu, odejście od polityki ukrainizacji na rzecz rusyfikacji i mordowanie ukraińskiej inteligencji przez OGPU), UNDO podjęła rozmowy, uwieńczone ugodą polsko-ukraińską w 1935 (tzw. polityka normalizacji dotycząca Galicji). Wasyl Mudry był w konsekwencji wicemarszałkiem Sejmu RP czwartej i piątej kadencji (1935–1939). Ze strony polskiej polityka porozumienia, zawartego przez premiera Mariana Zyndram-Kościałkowskiego, była popierana przez wpływową część obozu piłsudczyków z Henrykiem Józewskim, byłym członkiem rządu URL, długoletnim (1928–1938) wojewodą wołyńskim i redakcjami Buntu Młodych, później Polityki pod redakcją Jerzego Giedroycia (oprócz niego – Adolf Bocheński, Aleksander Bocheński, Piotr Dunin Borkowski, Ksawery Pruszyński i in.), a także Biuletynu Polsko-Ukraińskiego (Włodzimierz Bączkowski i in.).
Ostatecznym celem ugody miało być zrealizowanie międzynarodowych zobowiązań państwa polskiego, przyjętych w roku 1923, w chwili i jako warunek zatwierdzenia suwerenności Polski nad Galicją Wschodnią o stworzeniu autonomicznego statusu tego terytorium (złożonego z województw: lwowskiego, tarnopolskiego i stanisławowskiego) poprzez wdrożenie ustawy o samorządzie wojewódzkim tych województw z 26 września 1922 r., uchwalonej w intencji uzyskania korzystnego dla Polski rozstrzygnięcia mocarstw, nigdy nie uchylonej i nigdy nie wdrożonej w życie w II Rzeczypospolitej (pomimo iż jej postanowienia miały zostać zrealizowane nie później, niż w dwa lata od opublikowania w Dzienniku Ustaw RP).
Polityka ugody załamała się w roku 1938. Było to skutkiem niezrealizowania części zobowiązań przez stronę polską, jak również zbliżeniem się rządzącej części obozu sanacyjnego (Edward Rydz-Śmigły, Adam Koc) do haseł nacjonalistycznych środowisk obozu endecji w Polsce (uznano, że ludność niepolska sama w sobie, a nie tylko radykalne ugrupowania polityczne tej ludności, stanowi zagrożenie dla państwa polskiego).
Wojewoda wołyński Henryk Józewski (były wiceminister w rządzie URL) został zdymisjonowany, a Wojsko Polskie przeprowadziło akcję tzw. drugiej pacyfikacji, połączonej np. z masowym burzeniem cerkwi na terenach etnicznie mieszanych województwa lubelskiego (Chełmszczyzna), działaniami pacyfikacyjnymi w województwie tarnopolskim (gen. Gustaw Paszkiewicz) i próbą organizacji ruchów antyukraińskich odwołujących się do anachronicznych tradycji szlachty zagrodowej i separatyzmów regionalnych (Huculi, Bojkowie). Uzasadniano to potrzebą konsolidacji narodowej w obliczu zaostrzającej się sytuacji międzynarodowej. W konsekwencji zradykalizowało to nastroje kilku milionów obywateli RP narodowości ukraińskiej (minimum 4,5 mln – zgodnie ze spisem powszechnym 1931) i przeciwstawiło ich państwu polskiemu i Polakom zamieszkującym tereny mieszane etniczne. Miało to znaczące konsekwencje, gdy aparatu państwa polskiego na tym obszarze miało po wrześniu 1939 zabraknąć.
Porażka polityki normalizacji, której kres ogłosił oficjalnie w grudniu 1938 roku Wasyl Mudry (ostatni przed wojną prezes UNDO), wywołała w UNDO ostre kontrowersje wewnątrzpartyjne (z dymisją prezesa partii, poprzednika Mudrego, Dmytro Łewyckiego włącznie) i przyczyniła się tuż przed wybuchem II wojny światowej do osłabienia pozycji UNDO w społeczeństwie ukraińskim w II Rzeczypospolitej na rzecz radykalnych haseł Organizacji Ukraińskich Nacjonalistów (OUN). 25 maja 1939 przedstawiciele UNDO i Ukraińskiej Reprezentacji Parlamentarnej – Wasyl Mudry i Wołodymyr Cełewycz – zażądali od polskiego premiera Felicjana Sławoja Składkowskiego nadania autonomii województwom południowo-wschodnim i opracowania rządowego programu rozwiązania kwestii ukraińskiej. Żądania te zostały kategorycznie odrzucone.
Po ogłoszeniu zawarcia paktu Ribbentrop-Mołotow Komitet Narodowy UNDO, w obliczu zbliżającej się wojny, wydał 24 sierpnia 1939 deklarację wzywającą społeczeństwo ukraińskie do zachowania spokoju i przestrzegającą zwłaszcza młodzież przed udziałem w jakiejkolwiek akcji dywersyjnej przeciw państwu polskiemu, określając ją jako działalność obcych agentur. 2 września 1939, podczas ostatniego posiedzenia Sejmu II Rzeczypospolitej, już po agresji niemieckiej na Polskę, wicemarszałek Wasyl Mudry złożył deklarację, w której oświadczył, że Polska wyrządziła Ukraińcom bardzo wiele krzywd, ale w obliczu wojny z hitlerowskimi Niemcami społeczeństwo ukraińskie lojalnie wypełni obywatelskie obowiązki, jakie nakłada na nie przynależność do państwa polskiego.
Po agresji sowieckiej na Polskę 17 września 1939, w obliczu okupacji sowieckiej, UNDO formalnie rozwiązała się 21 września 1939. W późniejszym okresie jej działacze byli represjonowani przez NKWD. Reaktywowana na emigracji, nie odegrała znaczniejszej roli, uczestniczyła w pracach Ukraińskiej Rady Narodowej.
Tytułami prasowymi UNDO były: Diło, Swoboda, Narid.

## Działacze UNDO
Główni działacze: Stepan Baran, Wołodymyr Cełewycz, Mychajło Czerkawski, Iwan Kedryn-Rudnycki, Dmytro Łewycki, Kost Łewycki, Ostap Łucki, Wasyl Mudry, Stepan Wytwycki.
Oprócz nich działali również: Wołodymyr Baczynski, Stepan Bilak, Mychajło Wołoszyn, Mychajło Hałuszczynski, Antin Horbaczewśkyj, Wołodymyr Zahajkewycz, Ołena Kysiłewśka, Wołodymyr Kuźmowycz, Stepan Kuzyk, Pawło Łysiak, Lubomyr Makaruszka, Iwan Nimczuk, Julijan Pawłykowski, Zinowij Pełenski, Milena Rudnycka, Ołena Szeparowycz, Mykoła Tworydło, Hryć Terszakoweć, Kornyło Trojan, Ołeksa Jaworski.